# Tarantula Garganica
Tarantula Garganica is een Italiaanse folkgroep die muziek brengt uit de zuidelijke regio Apulië. Hun oeuvre omvat de muziekgenres tarantella en pizzica, die beide een percussief-akoestisch en opzwepend tempo hebben.
De groep bestaat uit zanger/gitarist Peppe Totora, zangeres/violiste Marta dell'Anno, percussionist Andrea Stuppiello, gitarist Luigi Guerra en danseres Carmela Taronna.

## Biografie
Ze komen uit de gemeente Monte Sant'Angelo, op het schiereiland Gargano. De groep werd opgericht in 2002 met de bedoeling om de oude klanken van hun geboorteplaats te herontdekken en te verspreiden door middel van audiovisuele herinterpretatie met behulp van traditionele akoestische instrumenten zoals de chitarra battente (een gitaar die zowel wordt getokkeld als geslagen), tamburello (grote tamboerijn) en castagnole (castagnetten). De band zet de werken van lokale dichters op muziek.
Het eerste album, Sope a na muntagne (2004), bevatte composities van lyrisch proza afkomstig uit dorpen in de provincie Foggia. Wanneer deze nummers live worden uitgevoerd, worden ze geaccentueerd door begeleidende dans en choreografie. Hierna keerde Tarantula Garganica terug naar de studio en bracht hun tweede album uit, Quelle strette vie del sud (2005). 
Hoewel ze nog steeds hulde brachten aan hun geliefde geboorteplaats, breidden ze hun repertoire uit met muziek uit de aangrenzende regio Campanië, omdat hun optredens hen naar locaties buiten hun geboortestreek brachten.
De groep bracht hun derde album uit in 2006, Chi non capisce l'amore abbastanza. Deze 10 nummers tellende opname bracht hulde aan de artiesten van Gargano, waaronder Andrea Sacco, Matteo Salvatore en Matteo Giuliani.
De band begon een periode van samenwerkingen terwijl ze probeerden hun muzikale kennisbasis uit te breiden. Hun associatie met I Cantori di Monte Sant'Angelo leverde drie opnames op, All'use Antiche (2008),  'Nfanne 'Nfanne (2009) en een boek met compact disk getiteld Ciucquette (2010), die respect betuigde aan de overleden lokale zanger Michele Totaro. Tarantula Garganica begon ook aan een internationale tour die hen bracht naar Cambridge, Barcelona, Vancouver, Brussel, Parijs, Berlijn, Londen en de Azoren.
Chi nasce e chi muore – u timpe é fatte pe l'ammore (2017) bevatte negen nieuwe composities en werd opgenomen in de Studio Uno-opnamestudio in Gravina bij Bari. De groep heeft hierna opnieuw internationale tournees gedaan, waaronder optredens in Canada, Frankrijk en in België.
Tarantula Garganica trad op 10 januari 2018 in Brussel op voor het Europees Jaar van het Cultureel Erfgoed als muzikale ambassadeurs van de populaire traditie van de Gargano in de Yehudi Menuhin-ruimte van het Europees Parlement. In april 2019 trad de groep op op het Taranta Festival in Melbourne, hun eerste optreden in Australië.